# Макаров Павло Капітонович
Павло Капітонович Макаров (Павло Макар) (нар. 26 січня 1919 — пом. 1963, Франція або Канада) — радянський футболіст та тренер, виступав на позиції нападника.

## Життєпис
Розпочав виступати за «Динамо» (Ростов-на-Дону) у весняній першості СРСР у групі «В», осіннє першість та 1937 роки разом з командою провів у групі «Б». У 1938 році зіграв 22 матчі, забив чотири м'ячі в чемпіонаті СРСР. У 1939 році в групі «Б» у 21 матчі забив 8 м'ячів. У 1940 році в складі «Динамо» (Харків) у групі «Б» зіграв 9 ігор, забив 4 м'ячі. В анульованому чемпіонаті 1941 року зіграв 8 матчів, відзначився трьома голами за «Спартак» (Ленінград).
Брав участь у боях Німецько-радянської війни. У серпні 1942 року політрук 2-ї стрілецької роти 1013-о стрілецького полку 285-ї стрілецької дивізії політрук П. К. Макаров був поранений. Згодом потрапив в полон. Добровільно почав співпрацювати з німцями. Служив у каральному загоні СД, який розташовувався у Васильковичах під Оредежем Ленінградської області, де був начальником в'язниці. Наприкінці війни служив в команді «цейт Норд» розвідувального органу німців «Цепелін». Займався допитами військовополонених, де також проявив свої старання й досвід карателя.
Після закінчення війни залишився на Заході. Під прізвищем Макар виступав за різні футбольні клуби. У 1945—1948 роках грав за австрійські і німецькі команди «Україна» Зальцбург, «Україна» Ульм, «Штутгартер Кікерс», «Фенікс» (Карлсруе), «Беркут» Ульм, «Ульм 1846», «Чорногора» Аугсбург («Штутгартер», «Фенікс» та «Ульм 1846» виступали в Оберлізі «Південь»). У сезоні 1948/49 років був у складі нижчолігового англійського клубу «Челмсфорд Сіті». Потім грав за французькі клуби «Олімпік» (Нім) (1948—1951) (у 1949 році отримав французьке громадянство), «Гренобль» (1951—1953), «Монтаржі» (1955—1956), «Віслі» / «Велі» (1957—1958, також головний тренер команди в 1957—1961). У 1954—1955 роках виступав за канадський клуб «Тризуб» (Торонто).
В результаті розслідувань, проведених підрозділами КДБ СРСР, які займаються пошуком зрадників, карателів, фашистських пособників і зрадників Батьківщини, був звинувачений у скоєнні військових злочинів в роки Німецько-радянської війни.
Помер в 1963 році за одними даними у Франції, за іншими даними — в Канаді.